# Джерело № 1 «Нафтуся» курорту «Трускавець»
Джерело́ № 1 «Нафту́ся» куро́рту «Трускаве́ць» — гідрологічна пам'ятка природи місцевого значення в Україні. Розташована в межах міста Трускавця Львівської області, на вулиці Джерельній (біля бювета № 1).

## Опис

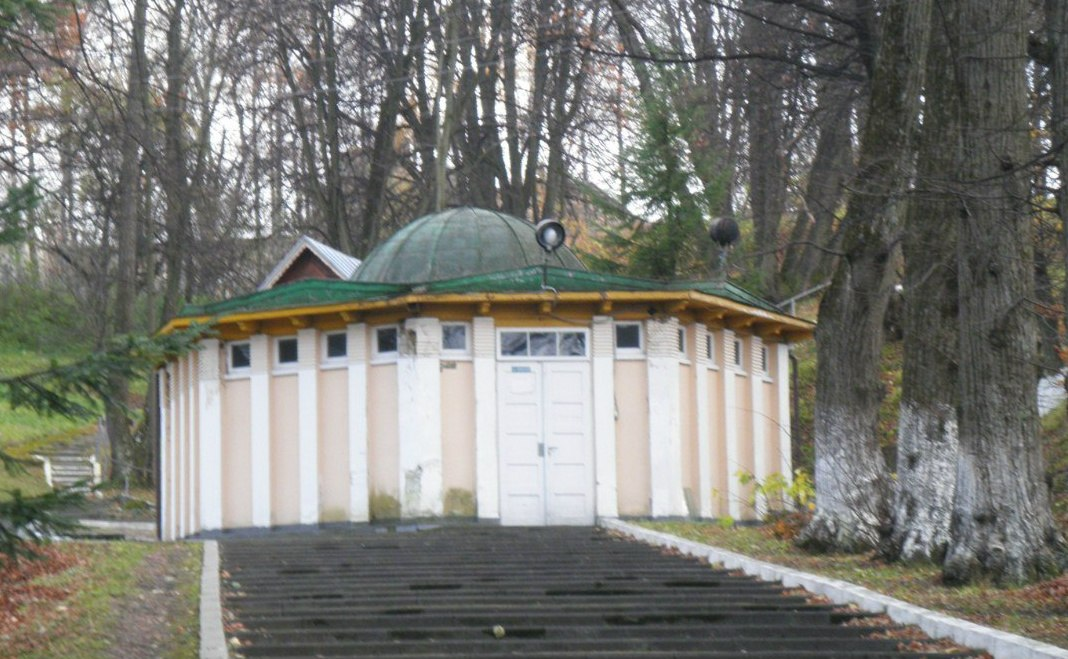
Надкаптажний будинок джерела «Нафтуся»

Площа 0,3 га. Статус надано 1984 року. Перебуває у віданні: Трускавецька територіальна курортна рада по управлінню курортами профспілок. 
Статус надано з метою збереження джерела мінеральної води типу «Нафтуся». Джерело розташоване на території Курортного парку.